# كورت ليتشنر
كورت ليتشنر (بالألمانية: Kurt Lechner)‏ هو سياسي ألماني، ولد في 26 أكتوبر 1942 في كايسرسلاوترن في ألمانيا. حزبياً، نشط في الاتحاد الديمقراطي المسيحي.

## مناصب
- في انتخابات البرلمان الأوروبي 1999، انتخب عضو في البرلمان الأوروبي عن دائرة ألمانيا لترشحه ضمن قائمة الاتحاد الديمقراطي المسيحي، وقد انضم خلال فترته النيابية (20 يوليو 1999 – 19 يوليو 2004) للكتلة البرلمانية الكتلة البرلمانية لحزب الشعب الأوروبي.
- في انتخابات البرلمان الأوروبي 2004، انتخب عضو في البرلمان الأوروبي عن دائرة ألمانيا لترشحه ضمن قائمة الاتحاد الديمقراطي المسيحي، وقد انضم خلال فترته النيابية (20 يوليو 2004 – 13 يوليو 2009) للكتلة البرلمانية الكتلة البرلمانية لحزب الشعب الأوروبي.
- في انتخابات البرلمان الأوروبي 2009، انتخب عضو في البرلمان الأوروبي عن دائرة ألمانيا لترشحه ضمن قائمة الاتحاد الديمقراطي المسيحي، وقد انضم خلال فترته النيابية (14 يوليو 2009 – 16 مارس 2012) للكتلة البرلمانية الكتلة البرلمانية لحزب الشعب الأوروبي.
- انتخب عضو مجلس الشورى الموحد في راينلاند بالاتينات.